# Coleophora comptoniella
Coleophora comptoniella é uma espécie de mariposa do gênero Coleophora pertencente à família Coleophoridae.